# 城南街道 (周口市)
城南街道，是中华人民共和国河南省周口市川汇区下辖的一个乡镇级行政单位。

## 行政区划
城南街道下辖以下地区：
小王营村、后王营村、刘方平村、王响午村、后村、中村、西李庄村和官坡村。